# Geher-Länderkampf der Männer 1982 BR Deutschland – Frankreich
| 18. Leichtathletik-Länderkampf mit bundesdeutscher Beteiligung 1982 | 18. Leichtathletik-Länderkampf mit bundesdeutscher Beteiligung 1982 |
| ------------------------------------------------------------------- | ------------------------------------------------------------------- |
|                                                                     |                                                                     |
| Straßenlauf-Vergleich der Männer: BR Deutschland – Frankreich       |                                                                     |
| Austragungsort                                                      | Bad Krozingen                                                       |
| Wettbewerbe                                                         | 2                                                                   |
| Datum                                                               | 25. September                                                       |
| 1. FRA 2. FRG                                                       | 24 P 20 P                                                           |
| Chronik                                                             |                                                                     |
| ← ITA-FRG-FRA-NLD-AUT-SUI 00Straßenlauf (M)                         | erster LK 1983:00 FRG-POL Werfer (M) →                              |

Im achtzehnten und letzten Vergleich des Länderkampfjahres 1982 trafen die Geher in Bad Krozingen auf Frankreich. Die Begegnung wurde am 25. September ausgetragen und fand als Zweiländerkampf zum sechsten Mal statt, vier Mal hatte die Bundesrepublik gesiegt, nur 1979 hatte Frankreich gewonnen. Zuvor hatte es außerdem acht Länderkämpfe mit den französischen Gehern gegeben, an denen mit der Schweiz und zwei Mal auch zusätzlich mit Belgien weitere Nationen beteiligt waren. In allen diesen Wettkämpfen hatten die bundesdeutschen Vertreter vorne gelegen.

## Modus
Auf dem Programm standen wie üblich zwei Wettbewerbe, ein kürzerer über 20 Kilometer und ein längerer, auch diesmal wieder über 35 Kilometer ausgetragen. Jede Nation konnte je Wettbewerb vier Geher stellen, von denen die drei Besten gewertet wurden. Die Punkte wurden wie folgt vergeben. 1. Platz: 7 Punkte / 2. Pl.: 5 P / 3. Pl.: 4 P / 4. Pl.: 3 P.

## Ergebnis
Die beiden Einzelwertungen entschied jeweils ein französischer Geher für sich. Auch in der Gesamtabrechnung lag Frankreich am Ende zum zweiten Mal in den Begegnungen mit der Bundesrepublik vorn. Mit 20 zu 24 Punkten musste sich die bundesdeutsche Mannschaft ihren französischen Kontrahenten geschlagen geben.

## Resultate

### 20-km-Straßengehen
| Platz | Athlet                   | Land | Zeit (h) |
| ----- | ------------------------ | ---- | -------- |
| 1     | Gérard Lelièvre          | FRA  | 1:26:59  |
| 2     | Alfons Schwarz           | FRG  | 1:28:23  |
| 3     | Denis Terraz             | FRA  | 1:34:05  |
| 4     | Uwe Jakob                | FRG  | 1:35:59  |
| 5     | Jean Pierre Saint Martin | FRA  | 1:36:13  |
| 6     | Michel Marcon            | FRA  | 1:40:10  |
| 7     | Wolfgang Wiedemann       | FRG  | 1:41:26  |
| 8     | Franz-Josef Weber        | FRG  | 1:46:20  |

### 35-km-Straßengehen
| Platz | Athlet            | Land | Zeit (h) |
| ----- | ----------------- | ---- | -------- |
| 1     | Martial Fesselier | FRA  | 2:52:42  |
| 2     | Jürgen Kauer      | FRG  | 2:52:49  |
| 3     | Walter Schwoche   | FRG  | 2:52:53  |
| 4     | Jean-Claude Corre | FRA  | 2:54:37  |
| 5     | Fritz Helms       | FRG  | 2:58:06  |
| 6     | Maurice Dumont    | FRA  | 2:59:38  |
| 7     | Guy Doublet       | FRA  | 3:12:45  |
| 8     | Klaus Schäfer     | FRG  | 3:15:06  |